# Orle pióra
Orle pióra – powieść Krystyny i Alfreda Szklarskich, pierwsza część trylogii Złoto Gór Czarnych. Wydana została w 1974 w Wydawnictwie Śląsk.
Książka opowiada o losach młodego wojownika z plemienia Dakotów, Tehawanki, który szuka zemsty za śmierć swego ojca, zabitego w walce z wrogim plemieniem Czipewejów. Tehawanka dostaje się w niewolę do Czipewejów, poznaje tam młodą Indiankę imieniem Mem’en gwa (motyl). Podczas walki Czipewejów z wrogim plemieniem Lisów, podczas której ginie ojciec Mem’en gwy, Tehawanka ucieka porywając dziewczynę.
Powieść łączy wiedzę z ciekawie przedstawioną akcją.